# Nasr Eddin Hodja
Pour l’article ayant un titre homophone, voir Hoxha.
Pour les articles homonymes, voir Jha.

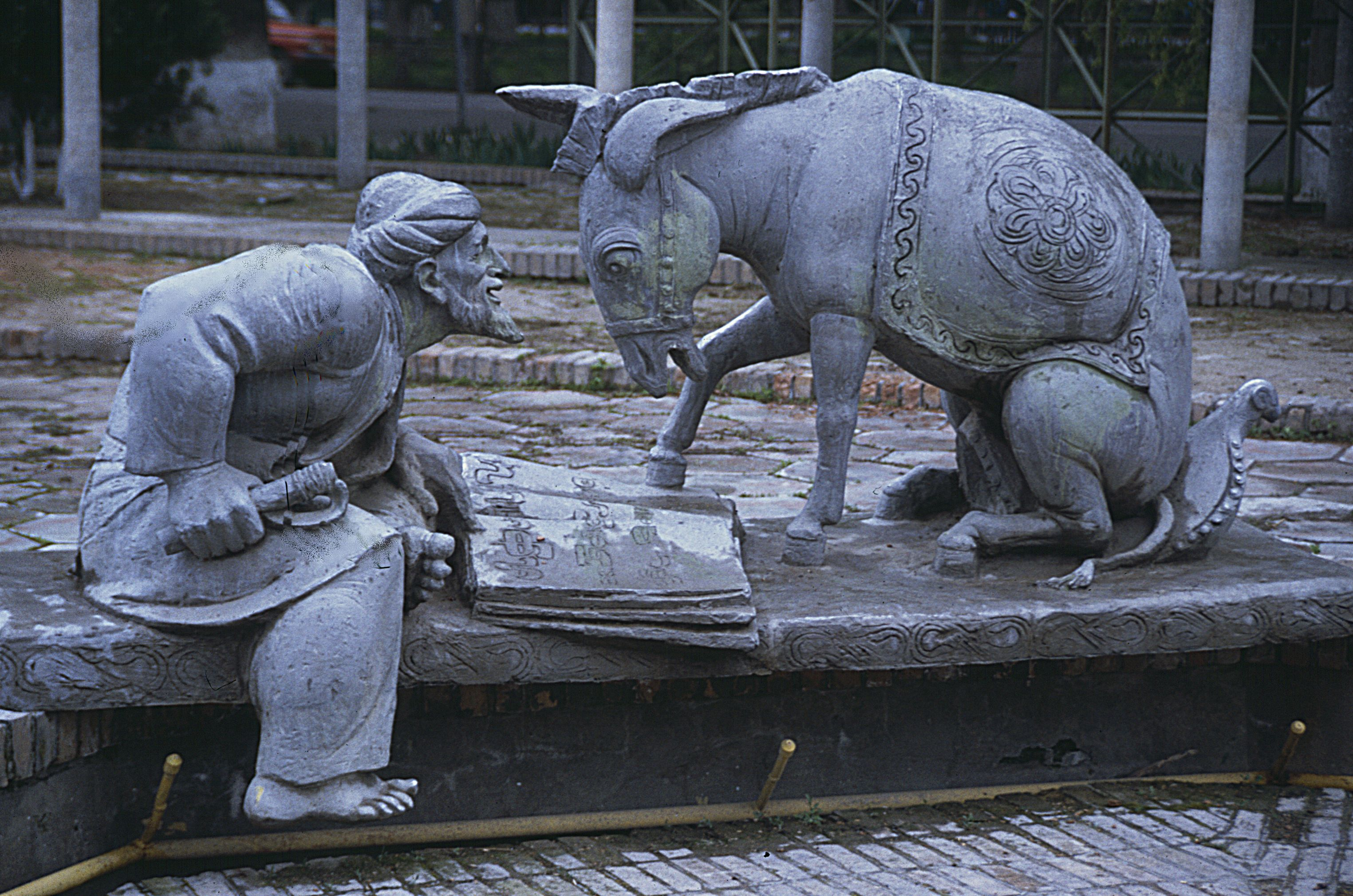
Statues de Nasr Eddin Hodja et de son âne à Samarcande en Ouzbékistan.

Nasr Eddin Hodja, parfois orthographié Nasreddin ou Nasreddine (en turc ottoman : نصر الدين خواجه, en arabe : نصرالدین جحا, en persan : خواجه نصرالدین), est un personnage mythique de la culture musulmane, philosophe d'origine turque. « Hodja » est une transcription phonétique du turc « hoca » qui signifie « maître ». Si l'existence historique d'un Nasr Eddin Hodja est incertaine, la tradition lui attribue des données biographiques précises. Il serait né en 1208 à Sivrihisar (dans le village d'Hortu) et mort en 1284 à Akşehir,,. 
Ouléma ingénu et faux-naïf prodiguant des enseignements tantôt absurdes tantôt ingénieux, sa renommée va des Balkans à la Mongolie. Ses aventures sont célébrées dans des dizaines de langues, à commencer par le turc, et d'autres, comme le serbo-croate, le macédonien, le persan, l'arabe, le grec, le russe.
Le personnage de Nasr Eddin Hodja est connu sous différents noms dans les traditions culturelles des régions musulmanes. En Turquie, il s'appelle Nasrettin Hoca (prononcé /ˈhod͡ʒa/). Il se retrouve sous les dénominations de Joha au Maghreb, Goha en Égypte, et Mollah Nasreddin en Iran et Azerbaïdjan. En Asie centrale, il est appelé Appendi, une variation dérivée du terme turc 'efendi'.  
Ces variations semblent dériver d'une figure commune, un personnage qui préexistait à celui de Nasr Eddin Hodja, mais son origine reste incertaine. 
Ses aventures sont partout et toujours les mêmes. Ces histoires courtes se distinguent par leur caractère éducatif, mêlant enseignement moral, humour et absurdité. Une partie importante de ces histoires, qualifiées d'histoires d'enseignement, aborde des thèmes universels tels que la justice, l'humilité, ou les absurdités des conventions sociales. Par exemple, dans l'histoire de 'La marmite qui accouche', le Hodja souligne l'avidité humaine par une métaphore absurde et humoristique.

## Le personnage

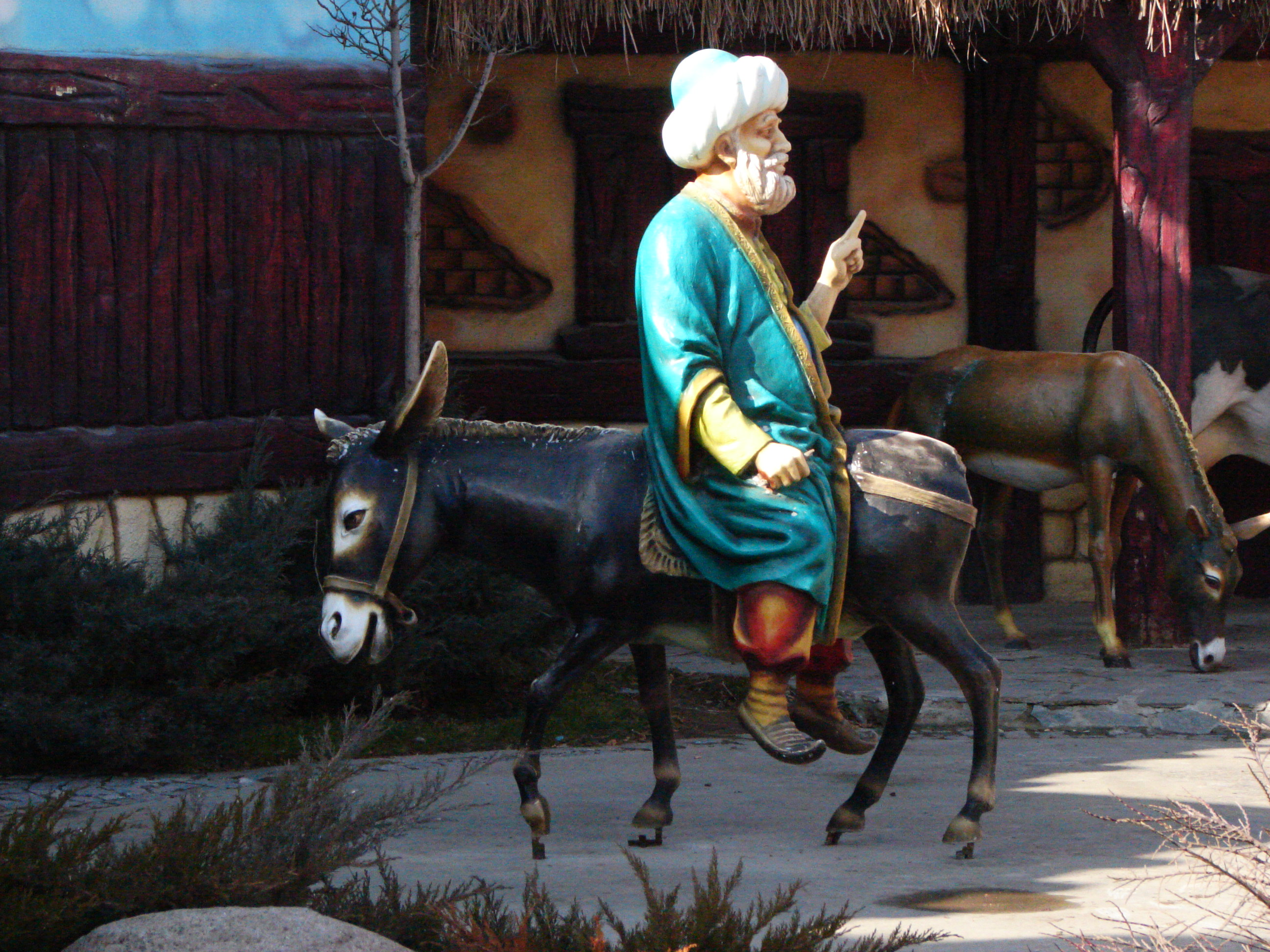
Nasr Eddin Hodja dans un parc à Ankara en Turquie.

Nasr Eddin est associé à la ville d'Akşehir (Turquie),   où un cénotaphe commémore sa mémoire, ainsi qu'au village de Hortu, son lieu de naissance. Ces lieux, en Anatolie centrale, sont devenus des sites emblématiques de la culture populaire turque, attirant des visiteurs curieux de découvrir le berceau de cet illustre personnage.
Il est le fils de l'imam Abdullah Efendi et de Sıdıka Hanım. Ses histoires ont parfois pour protagonistes le terrible conquérant Tamerlan (Timour Lang), pour qui il joue le rôle de bouffon insolent. Bien que les récits impliquant Tamerlan (Timour Lang) soient historiquement anachroniques, ils reflètent l’utilisation symbolique de figures historiques dans la tradition orale pour illustrer des traits universels, comme la résistance à l’autorité et l’humour face à l’oppression. 
On peut souligner le fait que son âne, souvent présenté comme un compagnon fidèle et source d'humour, joue un rôle central dans plusieurs récits illustrant son esprit ingénieux et absurde. Sa première épouse, Khadidja, apparaît dans des anecdotes soulignant les dynamiques sociales et familiales de l’époque. En outre, Nasr Eddin est parfois représenté comme un Cadi ou un enseignant dans une médersa, soulignant son rôle de figure de sagesse et d'autorité.
Il aurait vécu au XIIIe siècle à Koufa, un village d'Irak. Deux de ses tombes existeraient : l'une à Akşehir, en Anatolie centrale et l'autre en Algérie. Ces multiples sépultures reflètent l'ampleur de son influence culturelle, chaque région revendiquant un lien particulier avec ce personnage légendaire.
Le roman Goha le simple a inspiré le scénario du film Goha de Jacques Baratier, avec Omar Sharif et Claudia Cardinale, film primé au festival de Cannes en 1958.
Le personnage a également marqué la culture contemporaine, donnant son nom à un magazine satirique d'Azerbaïdjan, Molla Nasreddine, publié entre 1906 et 1931. Ce magazine, écrit en azéri, était connu pour son engagement social et ses critiques humoristiques de la société. En 1996, l'UNESCO a proclamé une 'année Nasr Eddin Hodja', soulignant son importance en tant que symbole de la culture populaire et de la sagesse universelle."
L'Unesco a déclaré l'année 1996 année Nasr Eddin Hodja.

## Les histoires de Nasr Eddin Hodja

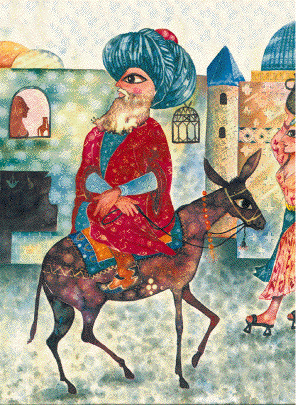
Nasr Eddin sur son âne

« La tradition du récit des anecdotes de Nasreddin Hodja / Molla Nesreddin / Molla Ependi / Apendi / Afendi Kozhanasyr / Nasriddin Afandi » est inscrite sur la liste représentative du patrimoine culturel immatériel de l'humanité par l'UNESCO en 2022.

### Structure générale
Les histoires de Nasr Eddin ont généralement la même structure, en trois parties :
« D'abord, exposition très brève d'une situation initiale, presque toujours solidement plantée dans la réalité la plus quotidienne, parfois la plus triviale ; puis confrontation du Hodja avec un ou plusieurs interlocuteurs, qui aboutit à une situation de conflit ou, à tout le moins, de déséquilibre (même quand cet adversaire n'est autre que lui-même !) ; enfin, résolution ou chute, inattendue, voire franchement sidérante, et qui se résume aux paroles que le Hodja lance à ses contradicteurs médusés. Ce sont elles qui portent toute l'histoire, qui en font la drôlerie et la saveur. »

### Exemple 1
Voici une histoire de Nasr Eddin Hodja :
Les habitants d'Akşehir ont besoin d'un sage pour leur apprendre le monde. Ils vont chercher Nasr Eddin et l'amènent en place publique.
« Que voulez-vous que je vous apprenne que vous ne savez pas ?
─ Tout !
─ Je n'ai rien à faire avec de tels ignorants. »
Et Nasr Eddin s'en va. Les dignitaires réfléchissent et demandent aux habitants de répondre au grand sage, mais cette fois sans le froisser. Ceux-ci vont à nouveau rechercher Nasr Eddin qui demande :
« Que voulez-vous que je vous apprenne que vous ne savez pas ?
─ Rien !
─ Alors si vous savez tout, je m'en vais. »
Et Nasr Eddin s'en va, énervé. Les dignitaires réfléchissent de nouveau et demandent cette fois-ci au peuple un peu plus de compréhension avec une telle sagesse. Ils vont retrouver Nasr Eddin et le ramènent en ville.
« Que voulez-vous que je vous apprenne que vous ne savez pas ? »
Une moitié crie :
« Rien ! »
Et l'autre moitié :
« Tout ! »
Alors Nasr Eddin excédé, dit :
« Hé bien, que ceux qui savent apprennent à ceux qui ne savent pas.

### Exemple 2
Un certain ascète, ayant entendu parler de Nasr Eddin Hodja, s'en vint de son lointain pays pour le rencontrer. Il lui conta avec quelle ferveur il s'efforçait depuis tant d'années de percer les secrets de la nature. Depuis quelque temps, il lui arrivait d'entrer en communication avec les oiseaux et même les poissons.
« Et bien moi, l'interrompit Nasr Eddin Hodja, un jour un poisson m'a sauvé la vie ». - Remarquable, s'exclama l'ascète, ébahi par cette révélation. Jamais vraiment, je ne pensais possible une telle communion avec la nature. En tout cas, c'est une confirmation de la Doctrine. Mais maintenant que nous connaissons mieux, peut-être pourrais-tu me faire partager ton expérience ?
Je ne suis pas si sûr que tu puisses comprendre, lui répondit Nasr Eddin Hodja l'air songeur. Mais l'autre le harcela, le supplia, s'agenouillant à ses pieds dans la poussière. « Maître, lui dit-il, je suis prêt pour cela à tous les sacrifices ».
À la fin, Nasr Eddin Hodja n'en pouvant plus le mit en garde contre les conséquences de la révélation qu'il allait lui faire : « Es-tu prêt à entendre ce que je vais te dire ? Enfin, tu l'auras voulu. Eh bien, un jour que j'étais sur le point de mourir de faim, un poisson assurément m'a sauvé la vie. Il a mordu à l'hameçon alors que je pêchais sans succès depuis des lustres et j'ai eu de quoi me nourrir pendant plusieurs jours ».

### Interprétation
Les histoires de Nasr Eddin Hodja peuvent être appréciées pour l'absurdité amusante que révèlent la plupart des situations. Elles peuvent aussi être interprétées comme des contes moraux ou des histoires présentant un contenu spirituel. Ainsi, Idries Shah a compilé des recueils d'histoires de Nasr Eddin Hodja pouvant être lues sur un plan spirituel, suivant la tradition soufie.

## Appellations
Le personnage de Nasr Eddin Hodja se retrouve dans plusieurs pays, sous différentes appellations.

### Formes les plus courantes
- Nasrettin Hoca (forme internationale turque)
- Molla Nasreddin (forme internationale romanisation caucasiennes, autres langues)
- Apandi (forme internationale romanisation turkmène)
- Ǧuḥā (forme internationale translit.-ISO arabe)

### Autres formes
- Afanti (ou Afandi) (Chine)
- Juha (جحا) en arabe
Joha  (Maghreb)
Ch'ha (Maghreb, Tunisie) (شحا)
Jha (Maghreb)
Dj'ha (Maghreb)
Djeha (Maghreb)
Djuha (arabe romanisation)
Dschuha (arabe romanisation)
- Giuffà (Sicilien)
Goha (Égypte)
- Hodża ou Chodża [hodʒa] Nasredin (Pologne)
- Khodja Nasreddin (Ouzbékistan)
- Maulana Nasruddin (Malaisie)
- Molla Nasreddin (Azerbaïdjan)
- Molla Nesiruddin (Pakistan)
- Moullah Nasreddin (langues caucasiennes, autres langues romanisation)
- Mulla Nasrudin (Royaume-Uni) (Iran) (Moyen-Orient)
- Mullah Nasruddin (Afghanistan)
- Nesredin Ependi (Ouïghour)
- Naṣr al-Dīn Ḫoğa
- Nasreddine Hodja (France)
- Nasṛ-ed-Dīn Hōğa
- Nastratin Hogea (Roumanie)
- Nasredin Hoxha (Albanie)
- Nasreddin Afandi (Kirghizistan)
- Nasreddịn Efẹndi
- Nasreddin Ependi (Turkménistan)
- Nasreddin Hoca (Turquie)
- Nasreddin Hodja (Turquie)
- Nasreddin Hodscha (Turquie)
- Qojanasir Қожанасыр (Kazakhstan)
- Nasreddin Khodja (Turquie)
- Nasreddin Khodya (Turquie)
- Nasruddin Hodža (Serbie - Croatie)
- Nasruddin Khoja (Bosnie)
- Nasrudin
- Nass al-Din Khodja
- Nass al-Din Khodjah
- Nass-Eddin Hodjâ (Turquie)
- Nastradin Hodja Настрадин Ходжа (Bulgarie)
- Nasredin Chotzas Νασρεντίν Χότζας (Grèce)
- Stradin Hoca (Macédoine)

#### Éditions pour les adultes
- * (fr + tr) Nassif Mallouf, Plaisanteries de Khodja Nasr-ed-din Efendi, Constantinople, Librairie française, 1859 (lire en ligne).
- Sublimes paroles et idioties de Nasr Eddin Hodja, trad. J.-L. Maunoury, Phébus, coll. « Libretto », 1990  (ISBN 2-85940-857-6)
- Hautes sottises de Nasr Eddin Hodja, trad. J.-L. Maunoury, Phébus 1994
- Divines insanités de Nasr Eddin Hodja, trad. J.-L. Maunoury, Phébus 1998
- Mohamed Bacha, 101 histoires drôles de Joha: Le héros populaire bien-aimé, CreateSpace Independent Publishing Platform, 2018.
- Idries Shah - Les Exploits de l'incomparable Mulla Nasrudin, Le Courrier du Livre, 2004
- Idries Shah - Les Plaisanteries de l'incroyable Mulla Nasrudin, Le Courrier du Livre, 1982, 1989, 1997, 2005
- Idries Shah - Les Subtilités de l'inimitable Mulla Nasrudin, Le Courrier du Livre, 1998
- Idries Shah - Les Soufis Le Courrier du Livre, 2014
- Les Aventures de l'incomparable Mollâ Nasroddine, bouffon de la Perse - trad. Didier Leroy, Ed. Souffles
- Nasreddin Hodja, contes choisis, Alfred Mörer - 6e édition, Minyatür Yayinlari, 1985
- Henry Cattan, Le Jardin des joies - Gaston Lachurié, 1985 (recueil d'histoires et d'anecdotes très proches des aventures de Nasreddine)
- La Sagesse des contes, Alejandro Jodorowsky, Paris, Albin Michel, 2007.
- Les plaisanteries de Nasr-Eddin Hodja, 1876, traduction du turc par Decourdemanche Jean-Adolphe, à la Bibliothèque Sainte-Geneviève.
- Kamel Zouaoui, Nasredine le hodja: les pas sages d'un fou, Paris, Tangerines nights, 2017  (ISBN 979-1-09-327513-0)

##### Recueils de contes
- Absurdités et paradoxes de Nasr Eddin Hodja / recueillis, traduits et présentés par Jean-Louis Maunoury, Paris : Phébus, collection Domaine turc, 2006, 190 p.  (ISBN 2-7529-0221-2)
- Les Aventures de l'incomparable Mollâ Nasroddine, bouffon de la Perse / trad. du persan et présenté par Didier Leroy ; avec 21 ill. de Andrzej Coryell. Paris : Souffles, 1989, 190 p.  (ISBN 2-87658-039-X)
- Les Aventures de l'incomparable Nasr Eddin Hodja / recueillies et présentées par Jean-Louis Maunoury, Paris : J'ai lu, 2008, 345 p. (J'ai lu. Aventure secrète ; 8791).  (ISBN 978-2-290-01146-1)
- Les Contes de Nasreddin Hodja = Nasreddin Hoca'nın fıkraları : recueil bilingue français-turc / [édité et traduit par ] Ali Ekber Başaran ; dessins d'Émilie Frigeni. Nancy : À ta Turquie, 2005, 76 p.  (ISBN 2-9507197-9-1)
- Divines insanités de Nasr Eddin Hodja (vol. 3) / textes recueillis et présentés par Jean-Louis Maunoury. Paris : Phébus, 1998, 197 p. (Domaine turc).  (ISBN 2-85940-527-5)
- Les Exploits de l'incomparable mulla Nasrudin (The Exploits of the incomparable mulla Nasrudin) / [raconté par] Idries Shah ; dessins par Richard Williams ; [trad. par Jean Néaumet]. 2e éd. Paris : le Courrier du livre, 1985, 156 p. (Mulla Nasrudin ; 1).  (ISBN 2-7029-0161-1)
- Idries Shah. Les Exploits de l'incomparable Mulla Nasrudin. Paris : Courrier du livre, 2004, 159 p. (coll. "Soufisme vivant").  (ISBN 2-7029-0503-X)
- Le Livre de Goha le simple / Albert Adès et Albert Josipovici ; préf. de Octave Mirbeau. Paris : Calmann-Lévy, 1919, VII-390 p. Rééd. Paris : H. Jonquières, 1924, IV-310 p. Paris : Éd. du Compas, 1947, 197 p. Paris : Calmann-Lévy, 1953, 255 p. (Collection pourpre). Paris : Club des libraires de France, 1959, 411 p. (Fiction ; 80).
- Les Contes de Goha / Elian J. Finbert. Paris-Neuchâtel : Victor Attinger, 1929, 157 p.

##### Bande dessinée
- Pénélope Paicheler. Les Fabuleuses aventures de Nasr Eddin Hodja. Mouthiers-sur-Boême : Éd. de l'An 2, 2006, 62 p. (coll. ChromoZone).  (ISBN 2-84856-058-4) (bande dessinée adaptée du recueil de Jean-Louis Maunoury)

#### Éditions pour la jeunesse

##### Recueils de contes
- Les sages inepties de Nasr Eddin Hodja, recueillies et présentées par Jean-Louis Maunoury, Paris : Albin Michel, coll. Spiritualités vivantes, 2017, 197 p.  (ISBN 978-2-226-32703-1)
- L'Ombre du palmier : et autres histoires de Goha en Égypte / Lisa Bresner ; ill. de Sébastien Mourrain. Arles : Actes Sud junior, 2001, 63 p. (Les grands livres)  (ISBN 2-7427-3468-6)
- Jihad Darwiche ; David Beauchard (ill.), Sagesses et malices de Nasreddine, le fou qui était sage (vol. 1). Paris : Albin Michel jeunesse, 2000, 187 p. (coll. Sagesses et malices).  (ISBN 978-2-226-11203-3)
- Jihad Darwiche ; Pierre-Olivier Leclecq. (ill.), Sagesses et malices de Nasreddine, le fou qui était sage (vol. 2). Paris : Albin Michel jeunesse, 2003, 148 p. (coll. Sagesses et malices).  (ISBN 978-2-226-14027-2)
- Jihad Darwiche ; David Beauchard (ill.), Sagesses et malices de Nasreddine, le fou qui était sage (vol. 3). Paris : Albin Michel jeunesse, 2007, 160 p. (coll. Sagesses et malices).  (ISBN 978-2-226-17770-4)
- Jihad Darwiche ; Blexbolex (ill.), Les Petites Malices de Nasreddine. Paris : Albin Michel jeunesse, 2005, 42 p.  (ISBN 2-226-15661-5)
- Jean-Louis Maunoury ; Henri Galeron (ill.), Nasr Eddin Hodja, un drôle d'idiot. Urville-Nacqueville : Motus, 1996, 79 p.
- Rémy Dor ; Olga Monina (ill.). Les Aventures d'Apendi : un gros rusé de Centrasie. Paris : Flies France, novembre 2009, 61 p.  (ISBN 978-2-910272-58-6)
- Boubaker Ayadi ; Julie Wendling (ill.), Les Aventures de Jeha : le malin aux mille ruses. Paris : Flies France, mars 2010, 61 p.  (ISBN 978-2-910272-65-4)
- Kamel Zouaoui : Nasredine le hodja: les pas sages d'un fou, Paris, Tangerines nights, janvier 2017  (ISBN 979-1-09-327513-0)

##### Albums
- Odile Weulersse ; Rébecca Dautremer (ill.), Nasreddine, Paris : Père Castor-Flammarion, 2005, 32 p. (Les albums du Père Castor).  (ISBN 2-08-162665-9). Rééd. Paris : Père Castor-Flammarion, 2008, 30 p. (Les p'tits albums du Père Castor).  (ISBN 978-2-08-120994-7)
- Odile Weulersse ; Rébecca Dautremer (ill.), Nasreddine et son âne, Paris : Père Castor-Flammarion, 2007, 32 p. (Les albums du Père Castor).  (ISBN 978-2-08-163461-9)

#### Parodie
- Nasdine Hodja : paru en épisodes de bande dessinée dans Vaillant, puis Pif Gadget, Nasdine Hodja est une sorte de Robin des Bois oriental, un redresseur de torts jeune et sportif, physiquement assez différent de la représentation conventionnelle de Nasreddine le Hodja habituellement décrit comme un homme mûr, voire un vieillard bedonnant monté sur un âne. Le seul trait commun entre le Nasdine Hodja  de la BD (parue dans une maison d'édition proche du Parti Communiste Français) et son lointain inspirateur est son mépris des riches et des puissants et sa propension à lutter contre eux avec l'arme du rire et du ridicule.

### Adaptations à l'écran

#### Série d'animation
En Chine, le studio d'animation de Shanghai a produit de 1979 à 1988 une série de quatorze épisodes d'animation en volume autour de ce personnage, appelé en mandarin Afanti (阿凡提). La série s'appelle Les Histoires d'Afanti (阿凡提的故事).

#### Long métrage
Le film russe Nasreddine à Boukhara (1943) réalisé par Yakov Protazanov s'inspire en partie de ce personnage et d'un roman de Léonide Soloviov (en).

## Voir aussi

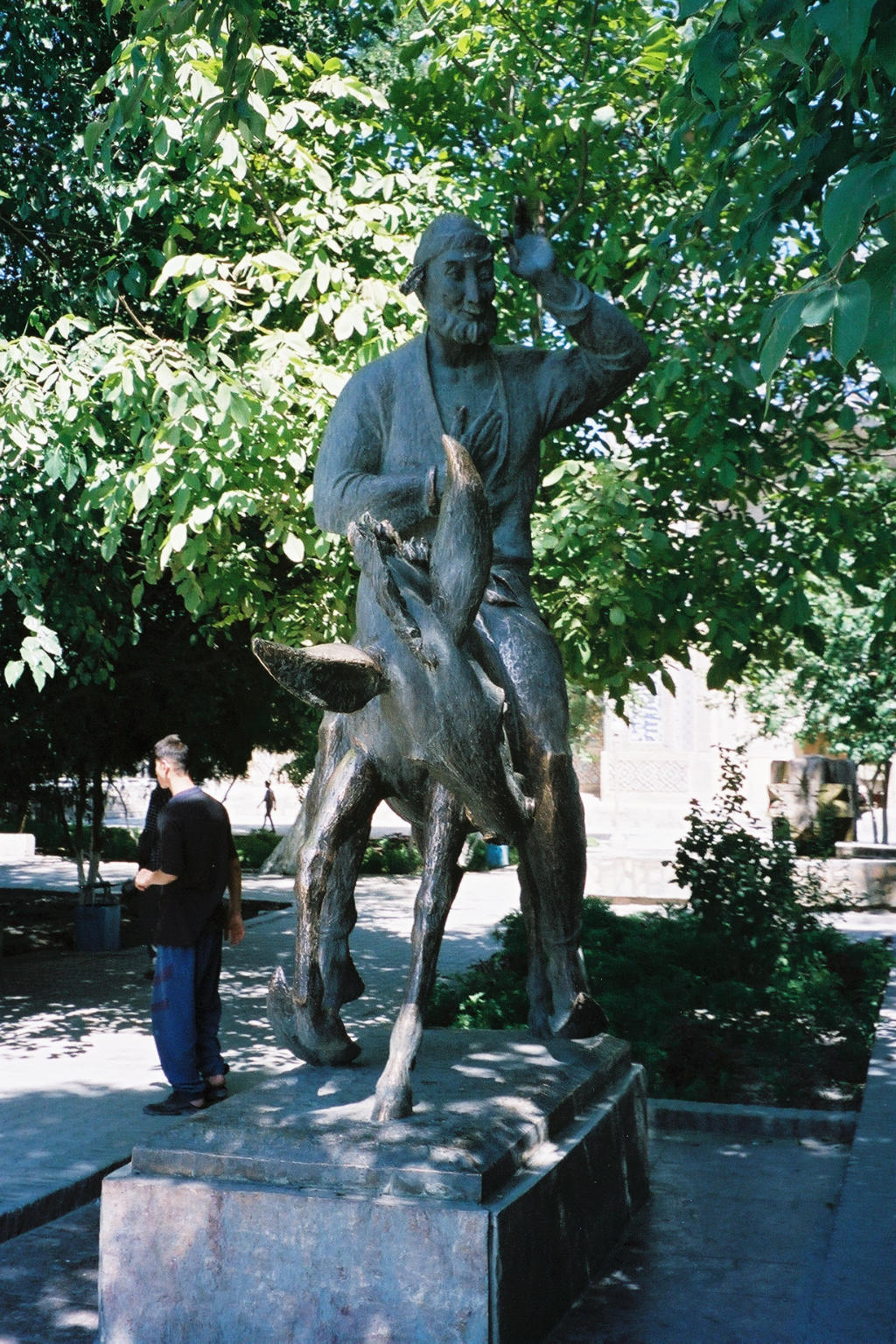
Statue de Nasr Eddin Hodja à Boukhara (Ouzbékistan).